# Anglès
|  | Per a altres significats, vegeu «Anglès (desambiguació)». |

L'anglès o anglés (English) és una llengua germànica occidental de la família de les llengües indoeuropees. És la llengua amb més parlants del món, així com la tercera en parlants que la tenen com a llengua materna. Pertany a la branca germànica occidental de la família indoeuropea, encara que ha estat molt influenciada per llengües llatines, principalment pel normand arran la conquesta del seu territori pel ducat de Normandia. La llengua actual que li és més propera és el frisó. L'escocès té un estatus ambigu; hi ha qui el considera una llengua separada de l'anglès, i hi ha qui el veu com un dialecte.
És la primera llengua de la majoria dels habitants de diversos estats sobirans, incloent-hi el Regne Unit, els Estats Units, el Canadà, Austràlia, Irlanda, Nova Zelanda i diversos països del Carib. És la tercera llengua més parlada al món com a llengua nadiua, després del xinès mandarí i el castellà. Hi ha molta gent que l'aprèn com a segona llengua i és un dels idiomes oficials de la Unió Europea, de molts estats de la Commonwealth i de les Nacions Unides, així com de moltes altres organitzacions internacionals.
L'anglès va sorgir als regnes anglosaxons d'Anglaterra i el que avui dia és el sud-est d'Escòcia. Gràcies a la gran influència de Gran Bretanya i el Regne Unit entre el segle xvii i mitjans del segle xx, a través de l'Imperi Britànic, i a la influència dels Estats Units des de mitjans del segle xx, s'ha estès arreu del món i s'ha convertit en l'idioma principal de les relacions internacionals i la lingua franca de moltes regions.
Històricament, l'anglès té el seu origen en una fusió de dialectes molt propers entre si, que actualment es coneixen amb el nom col·lectiu d'«anglès antic». Aquests dialectes van arribar a la costa oriental de Gran Bretanya al segle v de la mà de colons germànics (anglosaxons). Tant el nom català «anglès» com el nom nadiu English deriven del nom dels angles i, en última instància, del seu territori nadiu d'Angeln (a l'actual Schleswig-Holstein). Una part important del lèxic anglès es basa en arrels llatines, car el llatí en les seves diverses formes era la lingua franca de l'Església i de la vida intel·lectual europea. Més endavant, l'anglès va rebre la influència de l'antic nòrdic a causa de les invasions vikingues dels segles ix i x.
Al segle xi, la conquesta normanda d'Anglaterra va engegar un procés pel qual l'anglès va manllevar moltes paraules del normandofrancès i va alterar el seu vocabulari i les seves convencions ortogràfiques per fer la impressió d'una relació propera entre les llengües romàniques i allò que en aquell temps ja havia esdevingut l'anglès mitjà. El gran desplaçament vocàlic, que té el seu origen al sud d'Anglaterra durant el segle xv, és un dels esdeveniments històrics que marquen la transició de l'anglès mitjà a l'anglès modern.
A causa de l'assimilació de paraules de molts altres idiomes al llarg de la història, l'anglès d'avui en dia té un vocabulari molt extens i una ortografia complexa i irregular, especialment pel que fa a les vocals. L'anglès modern no només ha assimilat paraules d'altres llengües europees, sinó d'arreu del món. L’Oxford English Dictionary conté més de 250.000 paraules diferents, tot i que no inclou molts termes tècnics, científics i d'argot.

## Etimologia
El nom «anglès» prové en última instància de l'epònim angle, que es refereix a una tribu germànica que es creu que provenia de l'àrea d'Angeln, a Jutlàndia, que actualment pertany al nord d'Alemanya.

## Importància

EN (ISO 639-1)

L'anglès modern, que a vegades és descrit com la primera lingua franca global, és la llengua dominant o, en alguns casos, fins i tot la llengua internacional obligatòria en els àmbits de la comunicació, la ciència, la tecnologia de la informació, els negocis, la navegació, l'aviació, l'espectacle, la ràdio i la diplomàcia. Va començar a estendre's més enllà de les Illes Britàniques amb l'expansió de l'Imperi Britànic, i a finals del segle xix ja havia assolit un abast global. Amb la colonització britànica entre els segles xvi i XIX, es va convertir en la llengua dominant dels Estats Units, el Canadà, Austràlia i Nova Zelanda. El creixement de l'economia i la influència cultural dels EUA i la seva condició de superpotència global des de la Segona Guerra Mundial han accelerat significativament la dispersió de l'idioma arreu del planeta. L'anglès va substituir l'alemany com a llengua dominant dels guanyadors de premis Nobel de la ciència durant la segona meitat del s. XX. L'anglès va igualar i, possiblement, superar el francès com a llengua dominant del món diplomàtic durant la segona meitat del segle xix.
Tenir un nivell decent d'anglès s'ha convertit en una necessitat en diversos àmbits, ocupacions i professions, com ara la medicina i la informàtica. Com a resultat, més de mil milions de persones tenen com a mínim un nivell d'angles bàsic. És una de les sis llengües oficials de les Nacions Unides. D'altra banda, la gran varietat interna de l'anglès, juntament amb els criolls i els pidgins podria crear noves llengües a partir de l'anglès amb el pas del temps.
Una de les conseqüències del creixement de l'anglès és la reducció de la diversitat lingüística nadiua de molts llocs del món. La seva influència continua tenint un paper important en l'atrició lingüística. Les llengües reben constantment la influència de l'anglès tècnic, i especialment, del vocabulari d'origen anglosaxó utilitzat per definir nous conceptes, i els noms d'alguns invents i desenvolupaments nous solen ser molt difícils de traduir i, per tant, és més senzill mantenir el nom original en anglès.

## Extensió
L'anglès és el primer idioma a Austràlia, les illes Bahames, Barbados, les illes Bermudes, Guyana, Jamaica, Nova Zelanda, Antigua i Barbuda, Saint Kitts i Nevis, Trinitat i Tobago, el Regne Unit i els Estats Units d'Amèrica, encara que a aquest país no és oficial, sinó de facto, i cada estat pot escollir les llengües oficials per als seus territoris.
També és un dels idiomes principals a Belize (amb el castellà), el Canadà (amb el francès), Camerun (amb el francès i diverses llengües africanes), Dominica (amb el francès i el crioll), Saint Lucia, Saint Vincent i les Grenadines (amb el francès i el crioll), els Estats Federats de Micronèsia, Irlanda (amb el gaèlic), Libèria (amb diverses llengües africanes), Singapur i Sud-àfrica (amb l'afrikaans i diverses llengües africanes).
És oficial (però sense ser pas un idioma nadiu) a les illes Fiji, Ghana, Gàmbia, l'Índia, Kiribati, Lesotho, Kenya, Namíbia, Nigèria, Malta, les illes Marshall, el Pakistan, Papua Nova Guinea, les illes Filipines, les illes Solomon, Samoa, Sierra Leone, Swazilàndia, Tanzània, Zàmbia i Zimbàbue.
A més a més és la principal llengua de treball en les relacions internacionals i una de les traduccions obligades dels documents de la Unió Europea. És considerat per molts com la lingua franca moderna, per això han sorgit versions simplificades, com el Basic English, per usar-se només entre persones de llengües diferents. Ha rebut també crítiques per imperialisme lingüístic.

## Classificació genètica
L'anglès pertany al subgrup de les llengües àngliques, una família que agrupa els diferents dialectes anglesos i les llengües que n'han derivat, especialment els criolls en països colonitzats pels britànics, on han sorgit nous idiomes que barregen l'anglès amb la parla autòctona. Aquesta inclusió, però, és controvertida, ja que el lèxic sol ser de base anglosaxona però no la gramàtica. Dins les llengües àngliques s'inclou el yola i el fingaliè, antigues llengües parlades a Irlanda.
Les llengües àngliques són, al seu torn, una branca de les llengües anglofrisones, a les quals pertany també el frisó. Aquestes pertanyen al grup ingaevònic de les llengües germàniques occidentals, marcades per innovacions com l'ús del gerundi o canvis fonològics respecte als seus parents orientals i del nord.
Remuntant la classificació, pertany a les llengües germàniques, un dels grups principals de les llengües indoeuropees. Per tant, es pot dir que l'anglès és una llengua indoeuropea germànica occidental ingaevònica anglofrisona ànglica.

## Història
L'anglès és el tercer idioma amb més parlants nadius (entre 300 i 400 milions de persones) i el segon més parlat del món després del xinès. Uns 200 milions de persones el parlen com a segona llengua.
L'anglès s'ha convertit en llengua franca a causa de l'expansió anglesa (Imperi Britànic) per tot el món i la conversió dels Estats Units d'Amèrica en la potència econòmica i militar del món.
Tot i que hi ha idiomes com ara l'esperanto o interlingua que busquen un ús més neutral de la llengua, l'anglès és el principal idioma de comunicació internacional. Això s'ha produït a causa de la imposició de l'anglès durant les èpoques de conquesta anglesa. Per aquesta mateixa raó, a molts països europeus es parlen llengües derivades del llatí (idioma oficial de l'Imperi Romà).
Avui en dia existeixen propostes per la neutralitat en l'ús d'una llengua auxiliar internacional, però en l'àmbit econòmic es perdrien molts diners que cal gastar durant el procés d'aprenentatge. Per això hi ha una negativa a l'adopció d'una llengua internacional diferent de l'anglès pels que obtenen profit d'aquest negoci.

### Orígens
L'anglès és un idioma que prové dels idiomes parlats per les tribus germàniques que emigraren de l'actual nord d'Alemanya i Dinamarca a Anglaterra. Aquestes tribus són identificades amb el nom de frisis, angles, saxons i juts. La seva llengua es denomina anglès antic o anglosaxó. Segons la Crònica anglosaxona, aproximadament l'any 449, Vortigern, rei de les Illes Britàniques, va invitar uns angles dirigits per Hengist i Horsa perquè l'ajudessin en contra els pictes. A canvi, els angles posseirien terres al sud-est. Es va buscar més ajuda i van fer cas a la crida els angles, saxons i juts. La crònica diu que després de l'arribada dels colons es van establir en set regnes: Northúmbria, Mèrcia, Ànglia de l'Est, Kent, Essex, Sussex i Wessex. Alguns estudiosos moderns diuen que aquesta història anglosaxona és llegendària i de motivació política.

### Anglès antic
Aquests invasors germànics van dominar els habitants de parla celta britònica. Les llengües que parlaven aquests invasors germànics van formar el denominat anglès antic, emparentat amb el frisó. L'anglès antic va tenir una forta influència d'un altre dialecte germànic, el nòrdic antic, parlat pels vikings que es van assentar principalment al nord-est de Gran Bretanya. Les paraules angleses Englisch (anglès) i England (Anglaterra) provenen de paraules referides als angles: englisc i England. L'anglès antic no era un idioma unificat, sinó que es distingeixen quatre dialectes: mercià, northumbrià, kèntic i saxó occidental.
L'anglès antic presenta moltes semblances tipològiques amb les llengües indoeuropees antigues com ara el llatí, el grec i l'alemany. Una de les semblances és la presència de cas morfològic en el nombre i la diferència de gènere gramatical. El sistema verbal era més sintètic que l'anglès modern, que utilitza perífrasi verbal i verbs auxiliars.

### Anglès mitjà
L'anglès mitjà del segle xiv i xv presenta importants canvis tipològics respecte a l'anglès antic. L'anglès mitjà està tipològicament més a prop de l'anglès modern i les llengües romàniques que l'anglès antic. La principal diferència entre l'anglès mitjà i l'anglès modern és la pronúncia. Concretament, el gran desplaçament vocàlic va modificar l'inventari de vocals, produint diftongs a partir de vocals llargues i canviant el grau d'obertura de moltes vocals. La influència de la noblesa normanda, arribada a l'illa al voltant d'aquesta època, va deixar també efectes en el lèxic de l'anglès mitjà que es conserva encara avui. Això dona origen, per exemple, a la distinció entre pig (porc) i pork (carn de porc), sent la primera d'origen germànic i la segona d'origen francès (les classes baixes cridaven pigs convertits en pork per les classes altes).
A partir del segle xviii la pronúncia de l'anglès va ser molt similar a la de l'anglès modern. A partir d'aquesta època es van començar a produir la major part dels canvis fonètics que són avui la base dels dialectes moderns.

### Anglès modern primerenc
L'anglès modern primerenc (Early Modern English) és la forma antiga de l'anglès actual, com una variant de l'idioma anglosaxó i de l'anglès mitjà en particular que es practicava en aquella època.
Es tracta de l'anglès que es parlava principalment durant el Renaixement, i més normalment associat al llenguatge literari de William Shakespeare.
Cronològicament es localitza entre els segles XVI i xviii en les zones poblades pels anglonormands (aproximadament de 1450 a 1700).
Es considera la fase més evolucionada i propera a l'anglès de l'actualitat, i es va consolidar en gran manera a causa de l'auge de les lletres britàniques en aquell període històric i a l'aportació donada per les altres llengües estrangeres.

## Fonologia
L'inventari de consonants de l'anglès consta de 25 elements (algunes varietats d'Escòcia i Amèrica del Nord arriben a les 27 en incloure dues fricatives sordes addicionals):
|                       | Labial  | Dental  | Interdental | Alveolar         | Alv.-pal.   | Velar     | Labiovelar | Glotal  |
| --------------------- | ------- | ------- | ----------- | ---------------- | ----------- | --------- | ---------- | ------- |
| Oclusives / Africades | /p/ pit | /t/ tin |             |                  | /tʃ/ cheap  | /k/ cut   |            |         |
| Oclusives / Africades | /b/ bit | /d/ din |             |                  | /dʒ/ jeep   | /ɡ/ gut   |            |         |
| Fricatives            | /f/ fat |         | /θ/ thin    | /s/ sap          | /ʃ/ she     | /x/* loch | /ʍ/* which | /h/ ham |
| Fricatives            | /v/ vat |         | /ð/ then    | /z/ zap          | /ʒ/ measure |           |            |         |
| Nasals                | /m/ map |         |             | /n/ nap          |             | /ŋ/ bang  |            |         |
| Aproximants           |         |         |             | /l/ left /r/ run | /j/ yes     |           | /w/ we     |         |

Els fonemes amb asterisc (*) només estan presents en algunes varietats d'anglès (especialment a l'anglès escocès i algunes varietats dels Estats Units i el Canadà), la resta són universals i apareixen en totes les varietats. Cadascun d'aquests fonemes pot presentar variacions al·lofòniques segons el context fonètic. Per exemple:
- Les oclusives sordes sonen fortament aspirades a principi de paraula i menys aspirades precedides de s-. Comparant pin [pʰɪn] / spin [spɪn], Kate [kʰeɪt]/ skate [skeɪt], tone [tʰoʊn] / stone [stoʊn]
- l'aproximant lateral /l/ té un so "clar" (no velaritzat) en la posició d'atac sil·làbic (left [left], blow [blow]) i un so "fosc" (velaritzat) en posició de coda sil·làbica (milk [mɪɫk]).

### Vocals
Els símbols de la llista d'aquí a sota són els de l'alfabet fonètic internacional tal com s'utilitzen en la transcripció de l'anglès (llevat dels Estats Units) per la major part dels diccionaris, especialitzats o no, des de finals dels anys 1970.

#### Vocals breus
/ɪ/ : fifteen (quinze), fish (peix), chips (patates fregides)
/ɛ/ : men (homes), to let (deixar)
/æ/ : man (home), cat (gat)
/ɒ/ : hot (calor)
/ʊ/ : goods (mercaderies), to put (posar)
/ʌ/ : sun (sol), drunk (ebri, borratxo)
/ə/ : sister (germana), the dog (el gos)

#### Vocals llargues
/iː/ : sea (mar), to read (llegir)
/ɑː/ : car (cotxe), dark (fosc)
/ɔː/ : wall (mur), law (llei)
/uː/ : moon (lluna)
/ɜː/ : first (primer), bird (ocell)

#### Diftongs
/aɪ/ : five (cinc), high (alt)
/eɪ/ : snake (serpent, serp), name (nom), Shakespeare
/ɔɪ/ : oil (oli), boy (noi)
/aʊ/ : cow (vaca), to count (comptar)
/əʊ/ ou /oʊ/ : road (ruta, camí), old (vell)
/ɛə/ : hair (cabells), bear (ós)
/ɪə/ : beer (cervesa)
/ʊə/ : poor (pobre)

#### Triftongs
/aɪə/ : fire (foc), liar (mentider)
/aʊə/ : flour (farina), flower (flor)
/eɪə/ : layer (capa), player (jugador)
Les seqüències anomenades triftongs estan constituïdes de vegades per dues síl·labes: a saber un diftong seguit de /ə/.

## Gramàtica
L'anglès presenta molts dels trets típics de les llengües europees. El nom presenta diferència entre singular i plural. En anglès modern, a diferència del seu antecessor, l'anglès antic, el nom no fa distincions de gènere o cas. Les diferències de cas es restringeixen en anglès modern al pronom, tal com succeeix per exemple en les llengües romàniques.
En el sistema verbal l'anglès, igual que l'alemany i les llengües romàniques, ha sofert una evolució similar. S'han creat "formes compostes de perfecte" per expressar l'aspecte perfecte i "formes perifràstiques" amb el verb sr per expressar l'aspecte progressiu o continu. Una altra similitud és el desenvolupament de formes de futur a partir de verbs auxiliars. Una diferència important entre l'anglès i altres llengües germàniques i romanços és el debilitament del mode subjuntiu.
Igualment l'anglès, igual que l'alemany, el neerlandès o les llengües romàniques, ha creat articles definits genuïns a partir de formes demostratives.

### Temps verbals
En anglès hi ha quatre temps fonamentals: present, passat, futur i condicional. Aquests quatre temps es combinen amb tres aspectes (imperfectiu, continu, perfectiu). Les combinacions d'aspecte possible són quatre ([-perf] [-cont], [-perf] [- cont], [-perf] [-cont] i [-perf] [-cont]). Les combinacions de temps i aspecte anteriors donen lloc a un nombre important de temps verbals:
- Simples que sintàcticament no tenen auxiliar i que inclouen els següents:
  - Simples no continus: present simple, que es reconeix perquè no duu sufixos TAM a l'arrel; past simple, que inclou una marca de passat en l'arrel, usualment -ed en els verbs regulars i pot incloure -en i fins i tot umlaut en els verbs irregulars o forts; future simple, marcat regularment mitjançant un auxiliar (will, shall o les seves formes negatives); conditional, marcat regularment per l'auxiliar en temps passat would (o la seva forma negativa).
  - Continus, equivalents en general a "auxiliar (ser) + gerundi" en català, denoten accions que s'estan realitzant en el moment en què es parla. Morfològicament els temps continus acaben en-ing: present continuous; past continuous
- Compostos, que denoten accions acabades i, per tant, aspecte perfectiu:
  - Compostos no-continus: present perfect; past perfect; future perfect.
  - Continus, similars als simples continus: present perfect continuous; past perfect continuous

El següent quadre resumeix els temps anteriors, per al verb write, 'escriure':
|              | Temps simples (Simple tenses) | Temps simples (Simple tenses) | Temps compostos (Perfect tenses) | Temps compostos (Perfect tenses) |
| - continuous | + continuous                  | - continuous                  | + continuous                     |                                  |
| ------------ | ----------------------------- | ----------------------------- | -------------------------------- | -------------------------------- |
| Present      | I write                       | I am writing                  | I have written                   | I have been writing              |
| Past         | I wrote                       | I was writing                 | I had written                    | I had been writing               |
| Future       | I shall/will write            | I shall/will be writing       | I shall/will have written        | I shall/will have been writing   |
| Conditional  | I would write                 | I would be writing            | I would have written             | I would have been writing        |

### Verbs en passat
Depenent de si són regulars o no, els verbs tenen diferents passats, que són dos:
- Past simple, equivalent a qualsevol passat simple en català (ex: I arrived / "Jo arribava", "Jo arribí", "Jo vaig arribar")
- Past participle, equivalent al participi en català. (ex: arrived / "arribat")

El passat simple gairebé sempre va acompanyat d'expressions de temps com: 'yesterday, last (month, week, year, etc.), a week ago. Tant el passat com el participi dels verbs regulars acaba en '-ed'. Les regles per formar el passat simple d'aquests verbs són les següents:
1. Si el verb acaba en '-y' després d'una consonant, canvia la '-y' a 'i' i agrega '-ed': cry / cried.
2. Si el verb és d'una síl·laba i acaba en una consonant després d'un vocal, dobla l'última consonant i afegeix '-ed', excepte quan el verb acaba en 'x': plan / planned, però ax / axed.
3. Si el verb té accent en la síl·laba final dobla l'última consonant i afegeix '-ed': permit / permitted.
4. Si el verb acaba en '-e', només afegeix '-d': love / loved.
5. Afegeix '-ed' a tota la resta de verbs: play / played.

### Verbs irregulars
L'ús de gotten ha disminuït al Regne Unit durant els últims segles, però continua als Estats Units. Atès que en realitat no hi ha regles definitives sobre "què cal afegir" o "què cal treure" en una paraula del grup de "verbs irregulars", als que estudien anglès com a llengua estrangera se'ls recomana que se'ls aprenguin tal com s'escriuen, ja que com es va esmentar abans, no hi ha un referent definitiu en els "verbs irregulars".

### Infinitiu
Pel que fa als verbs infinitius, aquests comencen amb la paraula to, per exemple:
- To bite - mossegar
- To jump - saltar
- To speak - parlar
- To walk - caminar

### Verbs preposicionals
Molts verbs tenen altres significats quan se'ls afegeix una preposició o un adverbi (around, down, in, out,  up , etc.) després. Coneguts també com a phrasal verbs, canvien la definició del verb, o donen informació sobre la direcció. De vegades el seu significat es pot inferir de la preposició que els acompanya. Per exemple to go vol dir "anar" i to go up literalment vol dir "anar amunt", o sigui "pujar". Per contra, altres vegades la preposició no proporciona cap pista al parlant no nadiu sobre el nou significat del verb. Per exemple: "to run" vol dir "córrer" i "to run out" no vol dir "córrer cap a fora" sinó "acabar-se, exhaurir-se".
Heus ací uns exemples de com pot afectar l'addició d'una preposició al significat del verb to look" ("mirar")
- To look after - tenir cura
- To look around - mirar per tot arreu
- To look at - mirar (alguna cosa, a algú)
- To look back - mirar cap enrere
- To look for - buscar
- To look over - revisar
- To look up - buscar al diccionari / a un llistat

### Pronoms personals
Els pronoms personals en anglès són:
| Català            | Nominatiu 1 | Objectiu | Reflexiu   | Genitiu (atributiu) | Genitiu (predicatiu) |
| ----------------- | ----------- | -------- | ---------- | ------------------- | -------------------- |
| jo                | I           | me       | myself     | my                  | mine                 |
| tu, vostè         | you         | you      | yourself   | your                | yours                |
| ell               | he          | him      | himself    | his                 | his                  |
| ella              | she         | her      | herself    | her                 | hers                 |
| allò² o això      | it          | it       | itself     | its                 | ----3                |
| nosaltres         | we          | us       | ourselves  | our                 | ours                 |
| vosaltres, vostès | you4        | you      | yourselves | your                | yours                |
| ells, elles⁵      | they        | them     | themselves | their               | theirs               |

Notes:
1. Al contrari que en català, en anglès el seu ús és obligatori i gairebé sempre precedeixen el verb. Exemple: She is blonde («[Ella] és rossa»). Tanmateix, sobretot col·loquialment, hi ha ocasions en què es prescindeix del pronom per a preguntes i respostes (el·lipsi):[41] (Have you) Finished? - («(¿Has) acabat?») o How are you? - (I'm) Fine. thanks. («¿Com estàs? - (Estic) bé, gràcies.»)
2. Es refereix a objectes.
3. No es fa servir.
4. De vegades es fa servir you all («tots vosaltres», «tots vostès») o alguna variant per distingir-lo del you en singular.
5. De vegades s'empra amb valor singular quan no es desitja revelar el sexe del subjecte. per exemple, If a customer requires help, they should contact… («Si un client necessita ajuda, s'han de posar en contacte amb…»).

### Conjugació del temps present
Al present simple, el verb segueix en infinitiu, però s'elimina la paraula to en les formes I, you, we i  they .
Exemple:
- I: I eat
- You: You eat
- We: We eat
- They: They eat

No obstant això, en les formes it, he i she, s'afegeix una -s al verb (sense to).
Exemple:
- He: He stops (Ell para).
- She: She stops (Ella para).

Si el verb acaba en -y s'elimina la y i s'afegeix -ies; per exemple, He carries his suitcase. ("Ell porta la seva maleta.") (vegeu normes de pluralització). Gairebé sempre cal escriure o dir un subjecte en cada oració, encara que la frase no requereixi un subjecte en català; per exemple, en català és acceptable dir "Són les dues de la tarda" per indicar les 14 hores, però en anglès és normalment necessari usar el pronom  it  al capdavant de la frase: It is two (o'clock). Tot i que per contestar a la pregunta What time is it? (Quina hora és?), es pot contestar simplement two, en lloc de It's one.
Gairebé tots els verbs són regulars en el present, però hi ha notables excepcions en to be ("ésser" i "estar") → I am, you/we are, he/she is; to have ("tenir" i "haver" en temps perfectes) → I/we/they have, he/she has; y to do ("fer") → I/you/we/they do, he/she does. En el passat, un verb és regular si el seu passat simple i de participi acaben en -ed. Per exemple: arrive ("arribar") → arrived ("va arribar, arribat"). Amb l'excepció del verb to be cada verb usa la mateixa conjugació per a cada forma en el passat.
- Un verb és irregular si el seu passat simple i / o de participi no acaba en -ed. Per exemple: write ("escriure") → wrote ("va escriure", en passat simple), written ("escrit", en passat de participi). Els verbs irregulars anglesos més importants són (infinitiu → passat simple → passat participi) to be → I/he/she was, we/they/you were → been; to do → did → done; to eat → ate → eaten ("menjar"); to give → gave → given ("donar"); to go → went → gone ("anar"); to have → had → had ("haver/tenir"); to make → made → made ("fer, fabricar"); to speak → spoke → spoken ("parlar"); to spend → spent → spent ("gastar").

Per formar un verb en futur s'afegeix el verb auxiliar will abans de l'infinitiu del verb (sense to). Per exemple: You will eat spaghetti. ("Menjaràs espaguetis"). Per formar el condicional s'afegeix la paraula would abans de l'infinitiu del verb (sense to): You would eat spaghetti. ("Menjaries espaguetis").
El temps progressiu de l'anglès, en el present i el passat, usa el verb to be seguit del gerundi del verb principal: I am thinking ("Estic pensant"); You are winning ("Estàs guanyant"); We were talking about baseball ("Estàvem parlant de beisbol" o "Parlàvem de beisbol"). Noteu que l'imperfecte en català es tradueix al passat progressiu en anglès quan indica una acció en progrés en el passat.
El temps perfecte de l'anglès usa el verb auxiliar have seguit del participi del verb principal. Per exemple, I have doni the work ("Jo he fet la feina"), They had seen the movie ("Havien vist la pel·lícula").
Per escriure un verb en el negatiu en un temps simple, s'usa una forma del verb auxiliar do seguit de la paraula "not" i l'infinitiu del verb principal (sense to); per exemple: We do not have any money ("No tenim gens de diners"), She does not dance  ("Ella no balla"). En el passat es fa servir did not en totes les formes: He did not write the essay  ("Ell no va escriure l'assaig"),  You did not finish your homework  ("No vas acabar els teus deures"). Nota: el temps del verb do indica el temps de la frase; el verb principal sempre està en la forma infinitiu, malgrat el temps de la frase.
El negatiu de temps composts també usa la paraula not, però aquests temps mantenen la forma del verb auxiliar original; es posa la paraula not darrere del verb auxiliar. Per exemple, I am not running ("Jo no estic corrent"); They had not made the clothes ("No havien fet la roba"). La paraula not també es pot contraure en n't i afegida al final del verb auxiliar (com do not, had not, is not, were not, etc., no es pot fer això amb I am not, que es contrau en I'm not.)
En preguntes amb la forma del verb auxiliar do, l'ordre és do + subjecte + infinitiu del verb principal sense to (+ substantiu o una altra paraula). A més només s'escriu un signe d'interrogació al final de la pregunta. Aquest ordre ocorre en les interrogacions simples. Per exemple:  Does she draw?  ("Dibuixa ella?"), Do you understand me? ("M'entens?") Did you have a question? ("Tenies una pregunta? "). Quan la pregunta fa servir l'auxiliar be, no s'utilitza l'auxiliar do. Per exemple: Is she happy? ("Està ella feliç?"). Altres oracions més compostes utilitzen adverbis interrogatius (quant, com, on …) al principi de la pregunta. Els adverbis més importants són who (qui), what (què), where (on), when (quan), why (per què) i how (com). Quan s'usen aquests adverbis, s'utilitza el verb auxiliar, per exemple do, després de l'adverbi. Per exemple: When did he buy the car? ("Quan va comprar el cotxe?").
Per respondre a una pregunta simple (sense adverbi interrogatiu), s'usa yes ('sí') o no ('no') seguit d'una coma i la forma apropiada del verb auxiliar, acompanyada del pronom personal. En el negatiu també s'afegeix la paraula not després del verb auxiliar en la resposta. Per exemple: Do they go to school? Yes, they do. ("Van a l'escola? Sí."), Is she eating? No, she is not (is not). ("Està ella menjant? No, no està menjant.").

### Normes de pluralització
1.- Als substantius acabats en o, s, ss, sh, ch, x i z, se'ls afegeix -es.
| Anglès         | Anglès       | Català         | Català       |
| -------------- | ------------ | -------------- | ------------ |
| Forma singular | Forma plural | Forma singular | Forma plural |
| Hero           | Heroes       | Heroi          | Herois       |
| Eyelash        | Eyelashes    | Pestanya       | Pestanyes    |
| Watch          | Watches      | Rellotge       | Rellotges    |
| Box            | Boxes        | Caixa          | Caixes       |
| Glass          | Glasses      | Vidre          | Vidres       |

2.- Als substantius acabats en y, però precedits d'una lletra consonant, es canvia la y per i i s'afegeix -es.
| Anglès         | Anglès       | Català         | Català       |
| -------------- | ------------ | -------------- | ------------ |
| Forma singular | Forma plural | Forma singular | Forma plural |
| Lady           | Ladies       | Senyora        | Senyores     |
| Fly            | Flies        | Mosca          | Mosques      |
| Photocopy      | Photocopies  | Fotocòpia      | Fotocòpies   |

3.- Als substantius acabats en y, però precedits d'una vocal, només s'afegeix -s.
| Anglès         | Anglès       | Català         | Català       |
| -------------- | ------------ | -------------- | ------------ |
| Forma singular | Forma plural | Forma singular | Forma plural |
| Boy            | Boys         | Noi            | Nois         |
| Key            | Keys         | Clau           | Claus        |
| Toy            | Toys         | Joguina        | Joguines     |

4.- Per a substantius acabats en f o fe, aquestes s'intercanvien per ves.
| Anglès         | Anglès       | Català          | Català       |
| -------------- | ------------ | --------------- | ------------ |
| Forma singular | Forma plural | Forma singular  | Forma plural |
| Wolf           | Wolves       | Llop            | Llops        |
| Knife          | Knives       | Ganivet         | Ganivets     |
| Scarf          | Scarves      | Bufanda         | Bufandes     |
| Leaf           | Leaves       | Fulla (d'arbre) | Fulles       |

NOTA: El plural de chief (cap) és chiefs.
5.- Casos especials: plurals irregulars.
| Anglès         | Anglès       | Català           | Català       |
| -------------- | ------------ | ---------------- | ------------ |
| Forma singular | Forma plural | Forma singular   | Forma plural |
| Man            | Men          | Home             | Homes        |
| Woman          | Women        | Dona             | Dones        |
| Child          | Children     | Nen (en general) | Nens         |
| Mouse          | Mice         | Ratolí           | Ratolins     |
| Fish           | Fish (*)     | Peix             | Peixos       |
| Tooth          | Teeth        | Dent             | Dents        |
| Foot           | Feet         | Peu              | Peus         |
| Sheep          | Sheep        | Ovella           | Ovelles      |
| Goose          | Geese        | Oca              | Oques        |
| Ox             | Oxen         | Bou              | Bous         |
| Louse          | Lice         | Poll             | Polls        |
| Belief         | Beliefs      | Creença          | Creences     |

6.- Per a la resta de casos només s'afegeix -s.
(*) S'admet també la forma regular "fishes"

### Comparacions
- Quan la comparació és entre un substantiu i un altre:

Més (adjectiu) que …: Aquest tipus de comparació depèn del nombre de síl·labes de l'adjectiu que s'usa per comparar. Si l'adjectiu té d'una a dues síl·labes en anglès (per exemple happy), se li afegeix l'adjectiu la terminació -er, seguit de than:  She is happier than me→ Ella és més feliç que jo. En canvi, si l'adjectiu té més de dues síl·labes (per exemple beautiful), es deixa l'adjectiu com està i primer s'escriu la paraula more: She is more beautiful than me → Ella és més maca que jo. En aquest cas, en comptes de more (més) podem escriure less (menys) per a indicar el contrari.
- Quan s'indica la major magnitud d'un substantiu.

Simplement s'escriu  the  + (adjectiu + -est). Per exemple: El més gran de tots → The biggest of all. Això només passa quan l'adjectiu té una o dues síl·labes. Si té més, l'adjectiu s'escriu de manera normal, però primer s'escriu (entre the i l'adjectiu) la paraula most. Per exemple: The most peaceful → El més plàcid.
- Cal tenir en compte els adjectius irregulars. Per exemple: happy + -er = happier (en aquest cas se substitueix la -i per -ier  en comptes de -yer). Això passa només amb alguns adjectius.

- Quan es comparen dos substantius per igual.

En aquest cas, l'adjectiu s'escriu de forma normal sense tenir en compte el seu nombre de síl·labes, i va acompanyat davant i darrere de la paraula as. Per exemple: As fast as… → Tan ràpid com …

## Vocabulari

Influències en el vocabulari de l'anglès

El lèxic de l'anglès actual està format per un nucli de paraules patrimonials directament heretades de l'anglès antic, entre les quals es troben la major part de paraules purament gramaticals així com la major part de les paraules més freqüents. No obstant això, entre les formes lèxiques de freqüència mitjana o petita predominen els manlleus del llatí i del francès, que freqüentment són cultismes, encara que també tenen penetració en el lèxic freqüent.
En efecte entre les deu mil paraules més freqüents poc més d'una tercera part són paraules d'origen germànic, mentre que més del 60% són paraules d'origen llatí o romànic. La següent taula mostra la preponderància de diferents procedències del lèxic en termes de freqüència.
| Freqüència | Anglès antic | Francès | Llatí | Germànic | Germànic | Altres |
| Freqüència | Anglès antic | Francès | Llatí | Nòrdic   | Altres   | Altres |
| ---------- | ------------ | ------- | ----- | -------- | -------- | ------ |
| 1-1000     | 83%          | 11%     | 2%    | 2%       | 2%       | 2%     |
| 1001-2000  | 34%          | 46%     | 11%   | 2%       | 7%       | 7%     |
| 2001-3000  | 29%          | 46%     | 11%   | 1%       | 10%      | 10%    |
| 1- 10000   | 32%          | 45%     | 17%   | 4%       | 4%       | 2%     |

Les paraules derivades de l'anglès antic, popularment anomenades "germàniques", connoten seriositat i dedicació. Quan Winston Churchill va dir, en el seu primer discurs com a Primer Ministre del Regne Unit (1940), que la sola cosa que podria oferir al seu poble en guerra era "blood, toil, tears, and sweat" (sang, treball, llàgrimes i suor). El fet de prendre seriosament la situació és palesa per l'ús de paraules exclusivament germàniques. En canvi, un ús abundant de paraules romàniques, en general derivades del francès, indica trivialitat o burocràcia. En documents legals del passat era freqüent l'ús de parells de paraules sinònimes, un d'origen anglosaxó i un altre romànic, com "last will and testament" (darrer testament), per evitar malentesos. L'ascendència de les paraules en anglès pot facilitar conclusions antropològiques: els animals sheep, pig, i cow (ovella, porc, vaca) són germànics, mentre els noms de les carns derivades d'aquests animals són romànics: mutton (no usat als EUA), pork, beef. La qual cosa indica la classe social que tenia cura dels animals - els conquistats anglosaxons - i els que gaudien de les seves carns: els conqueridors normands (francesos).
En la llengua anglesa moderna és comú trobar parells de sinònims, l'un d'origen germànic (German words), i l'altre d'origen llatí (Latin words).
| German words - Begin - Go on - Find out - End - Give back - Build - Deadly - Flood - Height - Old - Selfsame - Teach - Wage - Yearly | Latin words - Commence - Continue - Discover - Finish - Return - Construct - Mortal - Inundate - Altitude - Ancient - Identical - Educate - Salary - Annual |

Tal com s'ha esmentat, el mot germànic és d'ús més comú i col·loquial, i el mot llatí es reserva per a situacions més formals. Tanmateix, la forta influència del francès normand en la moderna llengua anglesa fa que hom trobi paraules llatines arreu, i no sempre en contextos formals.

## Sistema d'escriptura
L'anglès utilitza l'alfabet llatí, que va substituir les runes anglosaxones al voltant del segle ix. L'ortografia de l'anglès és etimològica i no pas fonètica, especialment per a les paraules d'origen llatí o recentment incorporades del francès. Existeixen regles d'escriptura per a les paraules d'origen germànic i les adaptades antigament del francès, i per tant, un angloparlant pot deduir la pronunciació d'aquestes, encara que hi ha excepcions.
L'alfabet anglès actual conté 26 lletres llatines: la a, la b, la c, la d, la e, la f, la g, la h, la i, la j, la k, la l, la m, la n, la o, la p, la q, la r, la s, la t, la u, la v, la w, la x, la y i la z (que també tenen formes majúscules: A, B, C, D, E, F, G, H, I, J, K, L, M, N, O, P, Q, R, S, T, U, V, W, X, Y i Z). Altres símbols que es fan servir en l'anglès escrit inclouen les lligadures æ and œ (tot i que ja no són d'ús comú). També es fan servir alguns símbols diacrítics, sobretot en manlleus d'altres llengües (com ara l'accent tancat de café i exposé), així com l'ús ocasional de dièresis per indicar que dues vocals formen un hiat (per exemple, a naïve o Zoë).
L'ortografia anglesa funciona a diversos nivells, amb elements d'ortografia francesa, llatina i grega superposats al sistema germànic original. També s'han produït canvis fonètics que no es reflecteixen en l'ortografia, cosa que encara embolica més la troca. Així doncs, a diferència de moltes altres llengües, l'anglès escrit no és un indicador fiable de l'anglès parlat, i viceversa (és a dir, no té una ortografia fonèmica). Aquest estat s'il·lustra en la paraula ghoti, proposada des del segle xix com a ortografia alternativa de fish en utilitzar de manera irònica les irregularitats de l'ortografia.
Tot i que no sempre hi ha una correspondència lletra-so directa, les normes ortogràfiques que tenen en compte l'estructura sil·làbica, la fonètica i els accents tenen una fiabilitat del 75% o més. Alguns proponents de l'ortografia fonèmica diuen que l'anglès és més d'un 80% fonètic.

## Dialectes regionals
L'anglès ha estat subjecte a un ampli grau de variacions regionals dialectals durant molts segles. La seva propagació mundial actual implica que s'hagin desenvolupat un gran nombre de dialectes i llengües criolles i pidgins¹ basats en l'anglès, arreu del món. Els principals dialectes nadius d'anglès sovint es divideixen pels lingüistes en tres categories generals:
- Dialectes de les Illes Britàniques
- Dialectes d'Amèrica del Nord
- Dialectes d'Australàsia

A part d'aquests grans dialectes, existeixen moltes altres variants de l'anglès, que inclouen, en la majoria dels casos, diverses subvariants, com ara el cockney, scouse i geordie a l'anglès britànic; l'anglès és una llengua pluricèntrica, sense una autoritat central com a llengua, a diferència del que passa a França amb l'Académie française o a Catalunya amb l'Institut d'Estudis Catalans; i, per tant, cap varietat es considera "correcta" o "incorrecta", excepte pel que fa a les expectatives de l'audiència en particular als que es dirigeix l'idioma. Els angloparlants tenen molts diferents accents, que sovint assenyalen el dialecte o llengua materna del parlant
La següent llista presenta algunes de les variants dialectals més conegudes de l'anglès:
| - Anglès vernacle afroamericà - Anglès dels Estats Units - Anglès de l'Atlàntic Mitjà (Mid-Atlantic English) - Anglès del Sud dels Estats Units - Anglès del Canadà - Ndyuka¹, saramaka¹ i sranan tongo¹ (anglès de Surinam) - Anglès australià - Bislama 1 (anglès de Vanuatu) - Anglès britànic - Anglès cockney - Anglès de l'estuari - Anglès scouse - Anglès de Norfolk - Pronunciació rebuda - Anglès de Califòrnia - Anglès de les Illes Malvines - Anglès hawaià 1 - Anglès irlandès (a Irlanda) - Anglès de Hong Kong - Anglès indi | - Crioll jamaicà 1 (anglès jamaicà) - Anglès del Carib 1 (anglès crioll) - Krio 1 (anglès de Sierra Leone) - Kriol 1 i crioll de l'Estret de Torres 1 (anglès del nord d'Australià) - Anglès liberià 1 (anglès de Libèria) - Manglish (anglès de Malàisia) - Anglès de Nova Zelanda - Crioll ngatik ¹(anglès de Micronèsia) - Pidgin de Nigerià 1 (anglès de Nigèria) - Anglès de les Filipines - Pijin 1 (anglès de Salomó) - Pitcairnès¹ - Anglès escocès - Scots (no s'ha de confondre amb l'anglès escocès) - Singlish (anglès de Singapur) - Anglès de Sud-àfrica - Tinglish (Thai-Anglès) - Tok pisin 1 (anglès de Papua Nova Guinea) - Anglès de Gal·les |

## Certificats de coneixement de l'anglès
- Cambridge English Language Assessment
- International English Language Testing System (IELTS)
- Test of English as a Foreign Language (TOEFL)
- English Proficiency Test (Amir)
- GMAT